# Неттерден
Неттерден (нід. Netterden) — село в нідерландській провінції Гелдерланд, на кордоні з Німеччиною. Входить до муніципалітету Ауде-Ейсселстрек. Перша згадка про населений пункт датується 1218 роком.
До 1821 року мало статус окремого муніципалітету.

## Галерея

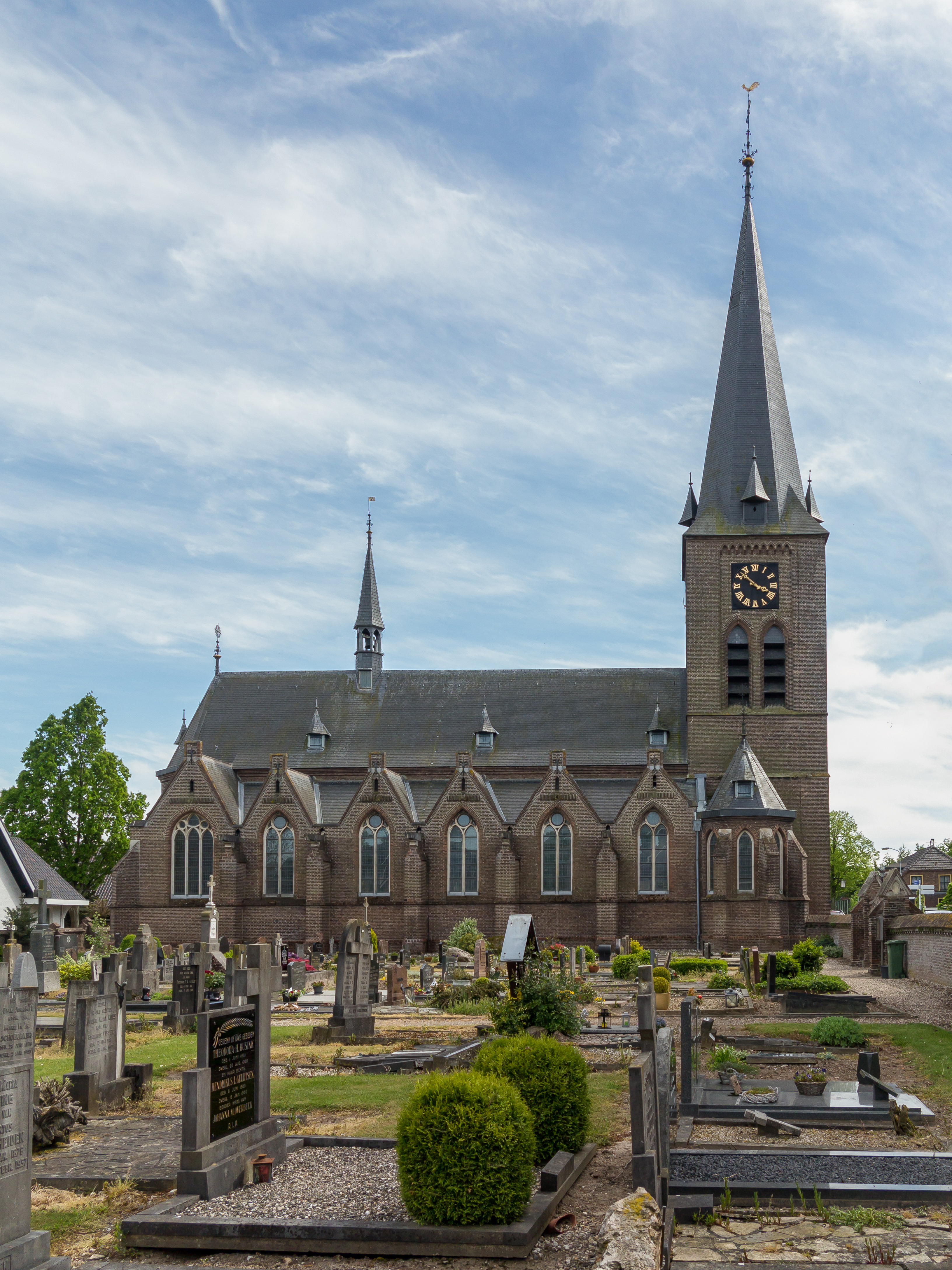
Сільська церква
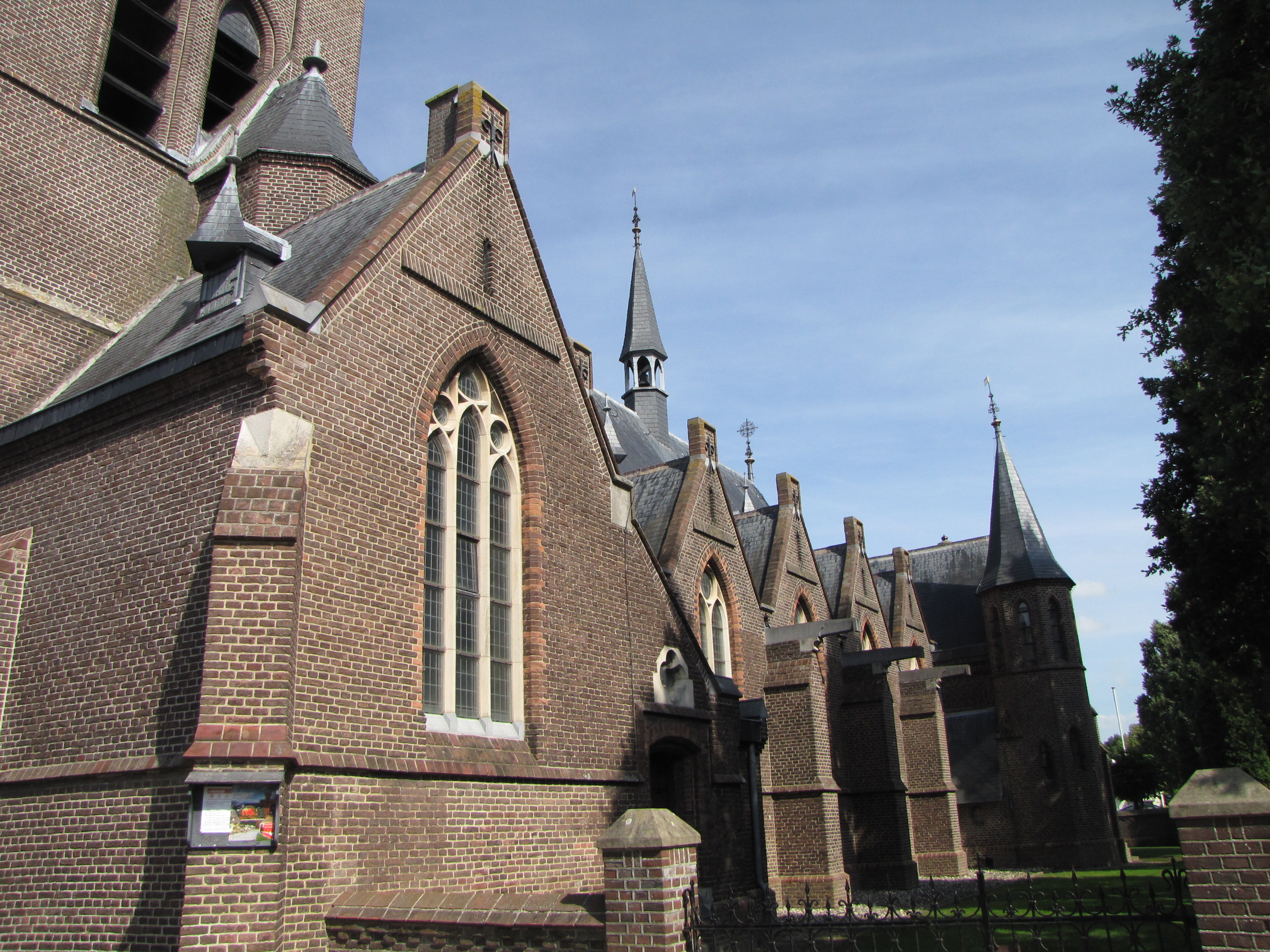
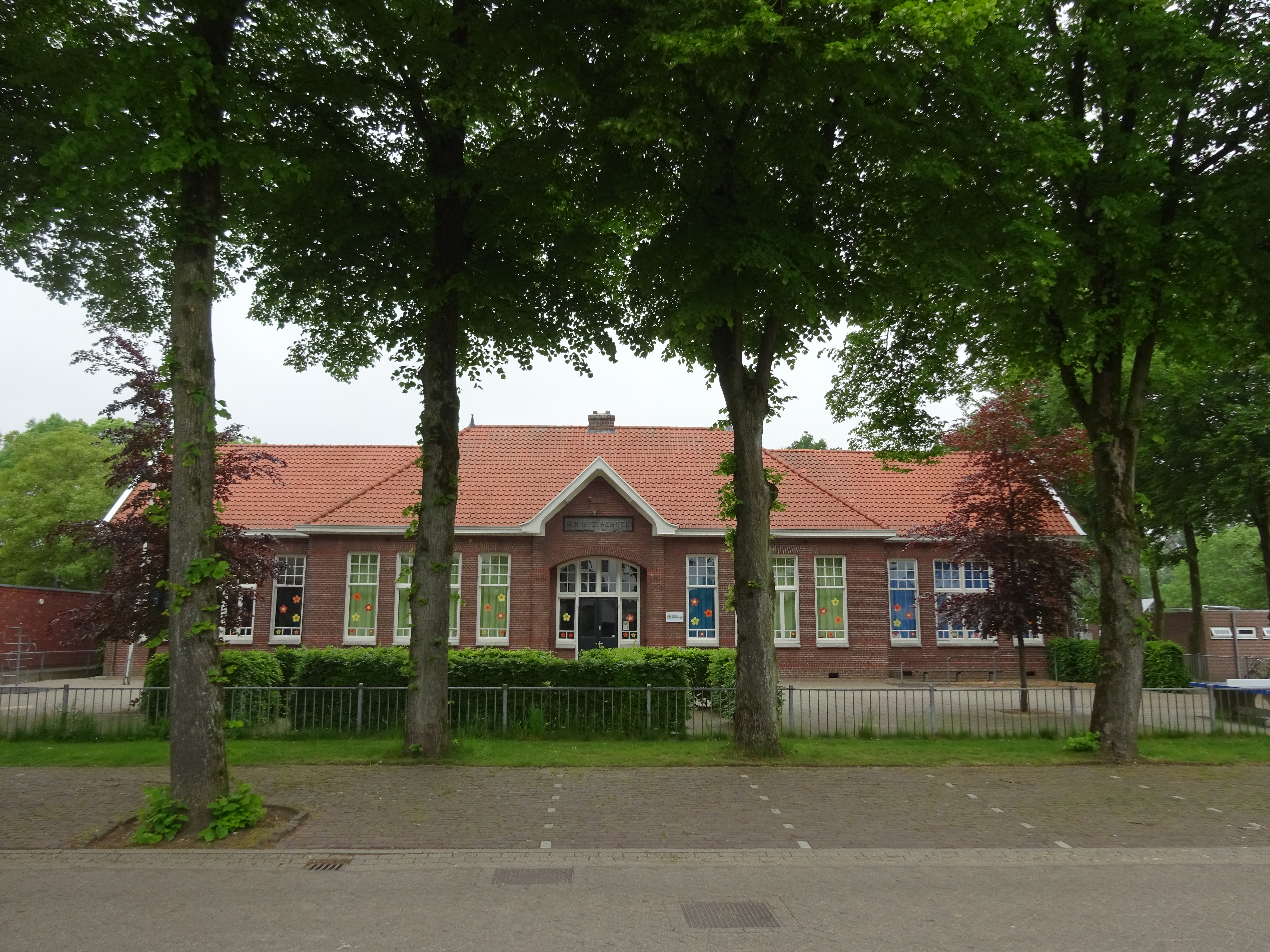
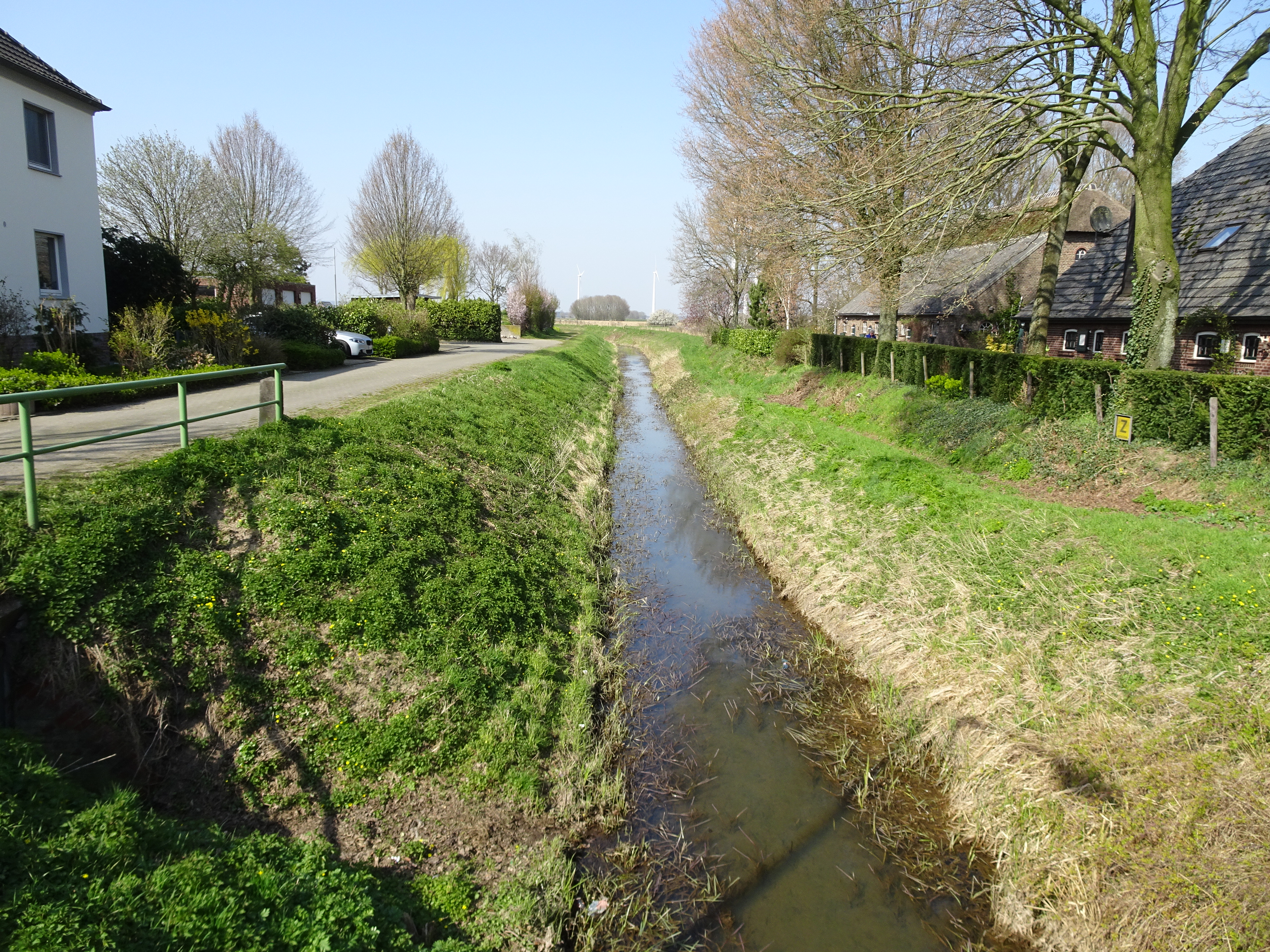
Канал на околиці села
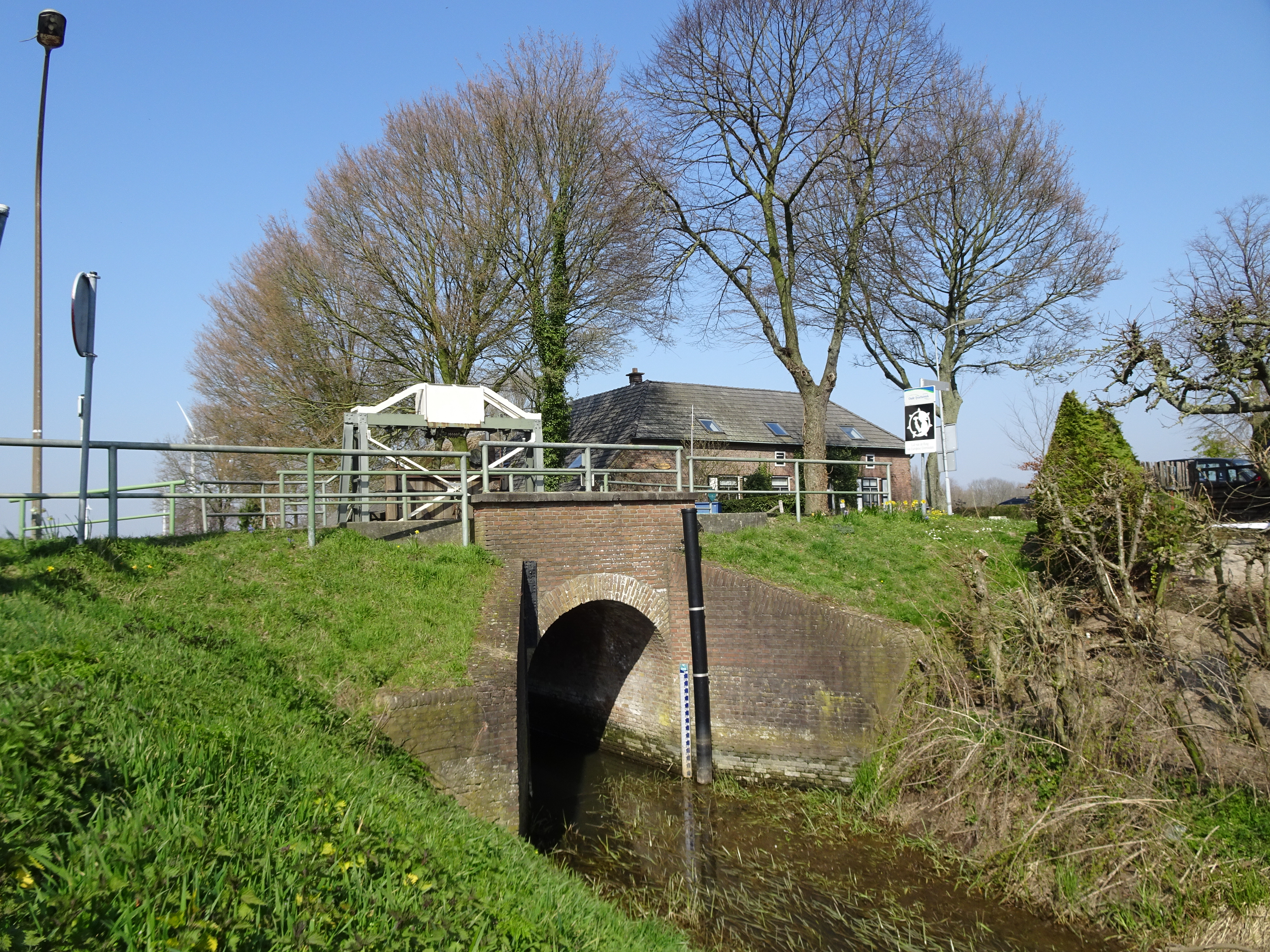
Прикордонний перехід